# Harry Jackson (Kameramann)
Harry Jackson (* 15. April 1896 in Nebraska, USA; † 3. August 1953 in Hollywood, Kalifornien, USA) war ein US-amerikanischer Kameramann.

## Leben
Jackson begann seine Tätigkeit als Kameramann 1927 mit dem Film Diebstahl. Bis ins Jahr 1953 hinein, dem Jahr seines Todes, blieb er ein gut beschäftigter Kameramann, der an beinahe 80 Produktionen beteiligt war.
Für seine Arbeit an der Filmkomödie Es begann in Schneiders Opernhaus war Jackson 1948 für den Oscar in der Kategorie „Beste Kamera“ nominiert. 

## Filmografie (Auswahl)
- 1927: Ein Gaunerparadies (Too Many Crooks)
- 1936: Charlie Chan beim Pferderennen (Charlie Chan at the Race Track)
- 1937: Mr. Moto und die Schmugglerbande (Think Fast, Mr. Moto)
- 1937: Charlie Chan am Broadway (Charlie Chan on Broadway)
- 1942: To the Shores of Tripoli
- 1944: Greenwich Village
- 1944: Irish Eyes Are Smiling
- 1947: Es begann in Schneiders Opernhaus (Mother Wore Tights)
- 1947: Karneval in Costa Rica (Carnival in Costa Rica)
- 1948: Rache ohne Gnade (Fury at Furnace Creek)
- 1948: When My Baby Smiles at Me
- 1948: Eine Dachkammer für zwei (Apartment for Peggy)
- 1949: Dancing in the Dark
- 1949: Der Schlagerkönig (Oh, You Beautiful Doll)
- 1950: A Ticket to Tomahawk
- 1950: Drei kleine Worte (Three Little Words)
- 1950: Der Held von Mindanao (American Guerrilla in the Philippines)
- 1951: Okinawa (Halls of Montezuma)
- 1951: Die Piratenkönigin (Anne of the Indies)
- 1952: Schwarze Trommeln (Lydia Bailey)
- 1952: König der Gauchos (Way of a Gaucho)
- 1952: Der rote Reiter (Pony Soldier)
- 1953: Vorhang auf! (The Band Wagon)